# Ketelhaven
Ketelhaven is een buurtschap in de gemeente Dronten, in de provincie Flevoland. De buurtschap bestaat uit zeven pioniershuizen op de dijk, twee jachthavens, een villapark en een (vakantie) bungalowpark. In het Ketelmeer ligt op een kunstmatig eiland het speciedepot IJsseloog. Bij de buurtschap monden de kanalen Lage Vaart en Hoge Vaart via het Gemaal Colijn uit in het Ketelmeer. 

## Villapark
In Villapark Ketelhaven staan 217 bungalows voor permanente bewoning. Het door de bewoners beheerde park beschikt over een verwarmd buitenzwembad, drie tennisbanen en een jeu-de-boulebaan. Loopgroep Ketelhaven organiseerde tot 2022 (25e editie) ieder jaar de Ketelhavenloop, een hardloopwedstrijd over 10 km over de verharde wegen van het park. Er is ook een schipperskoor van bewoners actief.

## Fotogalerij

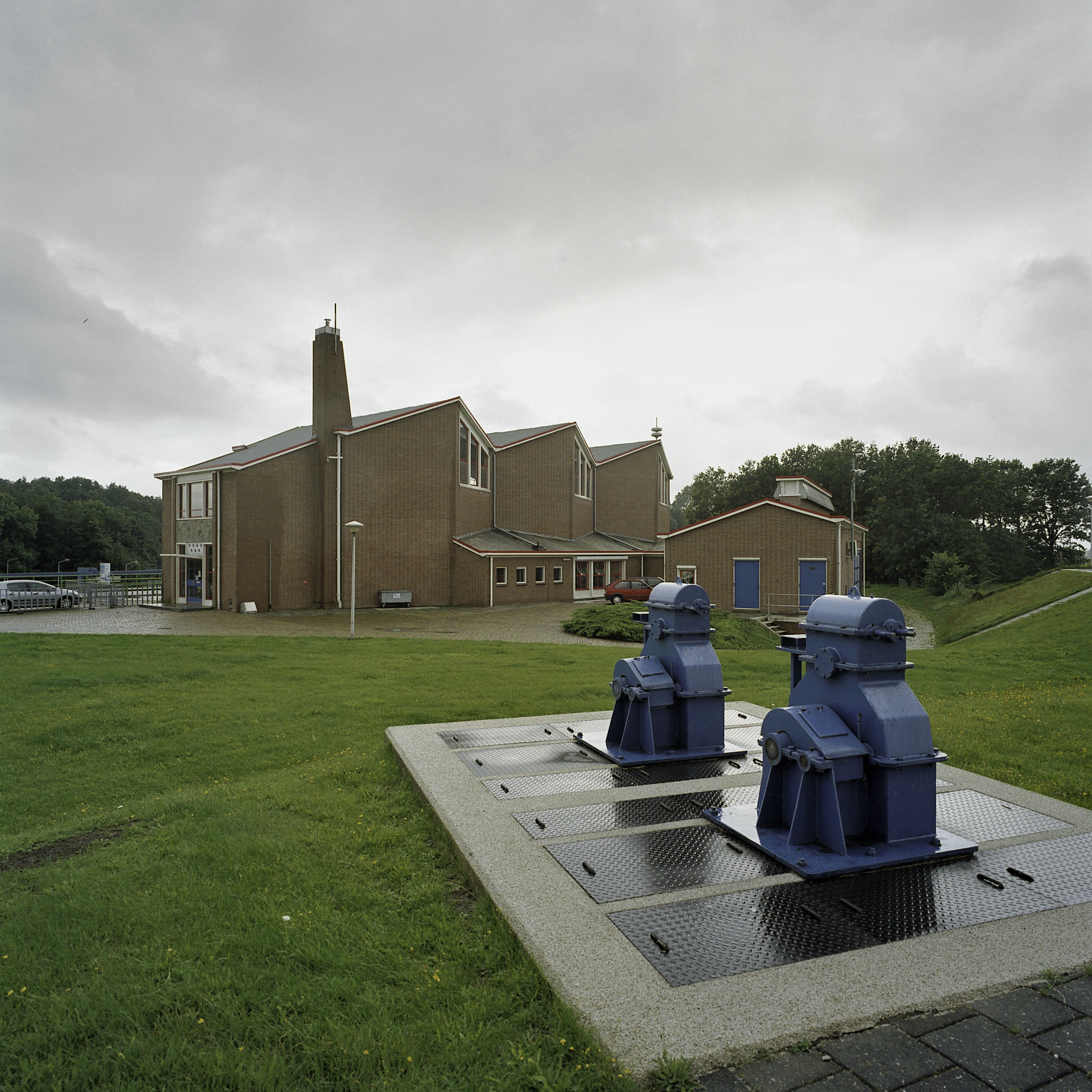
Gemaal Colijn
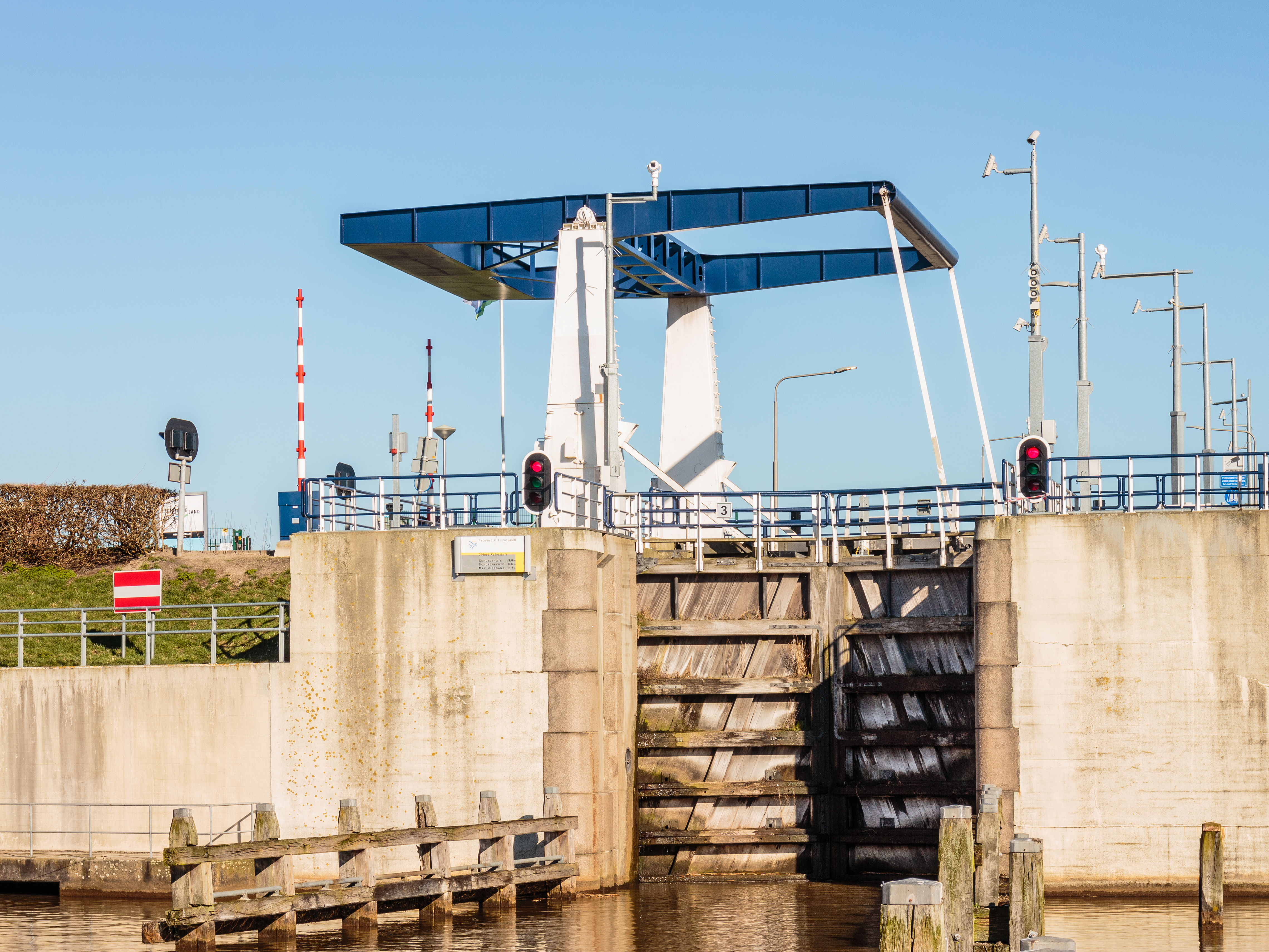
Ketelsluis
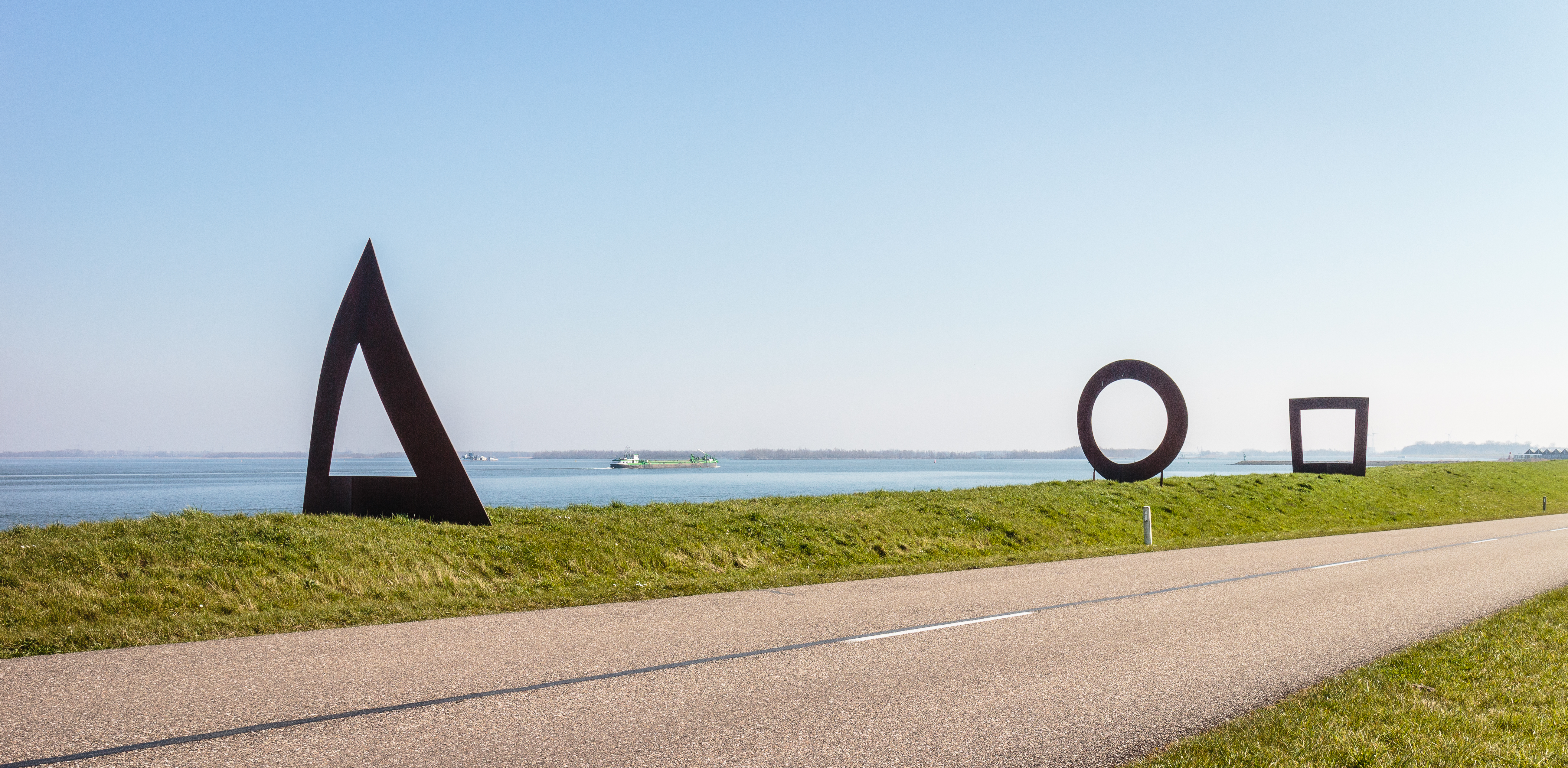
Wachters op de Ketelmeerdijk